# Гурбанлы, Аиша Аладдин кызы
Аиша Аладдин кызы Гурбанлы (азерб. Aişə Ələddin qızı Qurbanlı; род. 28 апреля 1993) — азербайджанская дзюдоистка, выступающая в весовой категории до 48 килограммов. Серебряная призёрка Игр исламской солидарности 2017. Участница Олимпийских игр 2020.

## Биография
Аиша Гурбанлы родилась 28 мая 1993 года в Баку.
Она начала заниматься спортом в возрасте 11 лет. По её словам, она сначала не хотела заниматься дзюдо и вообще не интересовалась спортом, но на окончательное решение повлиял её друг Малик.

## Карьера
Аиша Гурбанлы в 2017 году заняла пятое место на Гран-при в Анталии, а также участвовала на этапе Кубка мира в Бухаресте, а также двух турнирах Большого шлема в Абу-Даби и Баку. На трёх последних турнирах она заняла девятое место (выбыв из борьбы на стадии 1/8 финала). Такой же результат Гурбанлы показала и на чемпионате Европы в Варшаве.
В 2018 году азербайджанская спортсменка завоевала бронзовую медаль на этапе Кубка мира в Белоруссии, а также стала седьмой в Ташкенте. Помимо этого она участвовала на этапе в Португалии, где заняла девятое место, и с таким же результатом выступила на этапе Большого шлема в Абу-Даби. Она добралась до 1/8 финала на чемпионате мира в Баку.
В 2019 году Гурбанлы завоевала две бронзовые медали на этапах Кубках мира в Камеруне и Румынии. Она также принимала участие на этапах в Хорватии, Венгрии и Израиле, но выбыла на стадии 1/8 финала. Также она заняла седьмое место в Перте. На турнирах Большого шлема в Баку и Осаке она также добралась до 1/8 финала. На чемпионате Европы в Минске, который проходил в рамках II Европейских игр, завершила выступления на стадии 1/8 финала, на чемпионате мира в Токио — в 1/16 финала.
В 2021 году выступила на трёх турнирах Большого шлема в Казани, Анталии и в Тель-Авиве, не сумев пробиться дальше 1/8 финала. С таким же результатом она завершила выступления на «Мастерс» в Дохе, а на чемпионате мира в Будапеште выбыла из соревнований на стадии 1/16 финала.
Принимала участие на Олимпийских играх 2020 года в Токио в весовой категории до 48 килограммов. Здесь она в первой же схватке уступила Катарине Коште из Португалии и завершила Игры.